# Otite

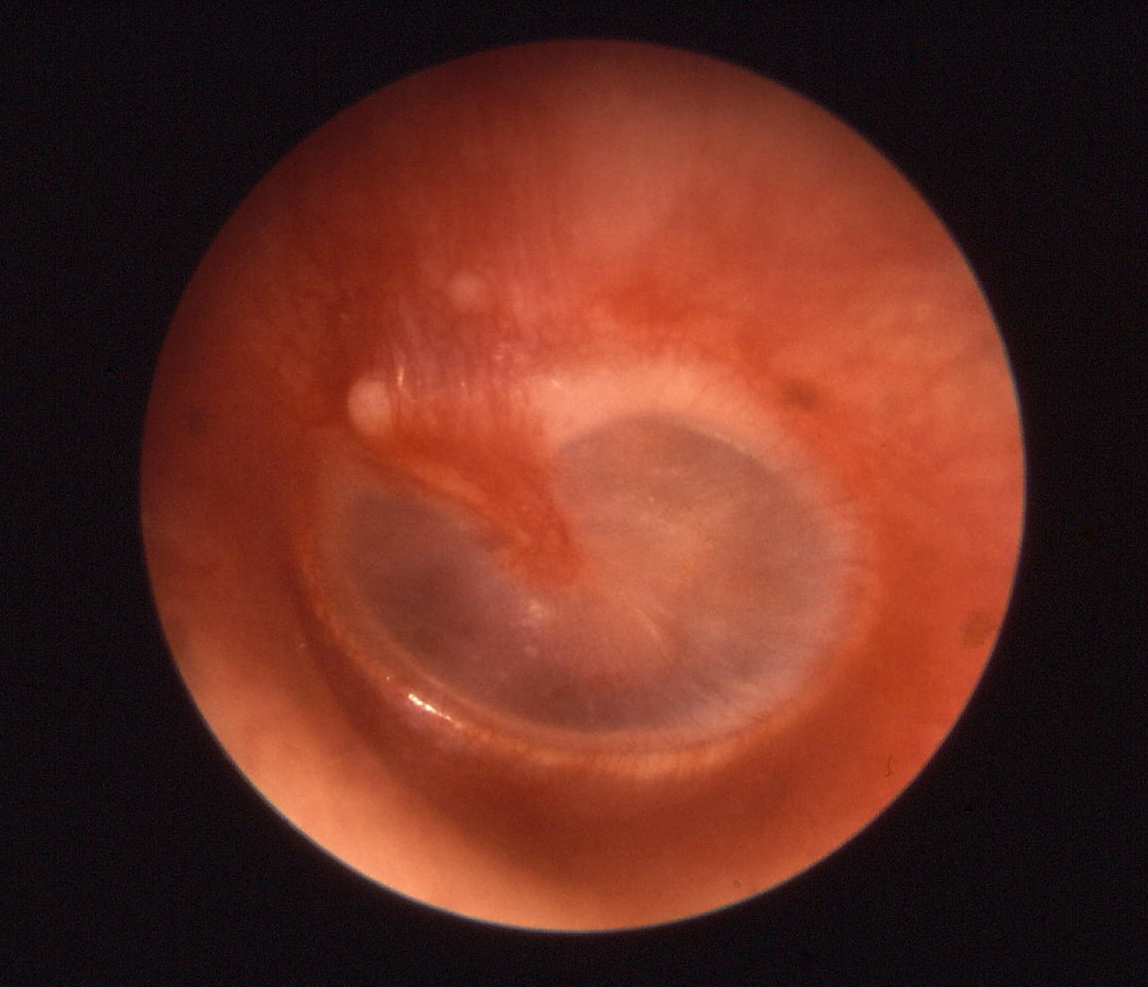
Otite média aguda

Otite é um termo genérico para inflamações ou infeções do ouvido, tanto em seres humanos como noutros animais. Divide-se nas seguintes doenças:
- A otite externa envolve o ouvido externo e o canal auditivo. A orelha dói ao toque ou quando é puxada.
- A otite média envolve o ouvido médio. O ouvido encontra-se infetado ou obstruído por líquido por trás do tímpano, no espaço que é normalmente preenchido por ar. A doença é muito comum durante a infância.
- A otite interna ou labirintite, envolve o ouvido interno. Como é no ouvido interno que se encontram os órgãos responsáveis pelo equilíbrio e audição, a inflamação provoca geralmente vertigens.

## Otite externa:

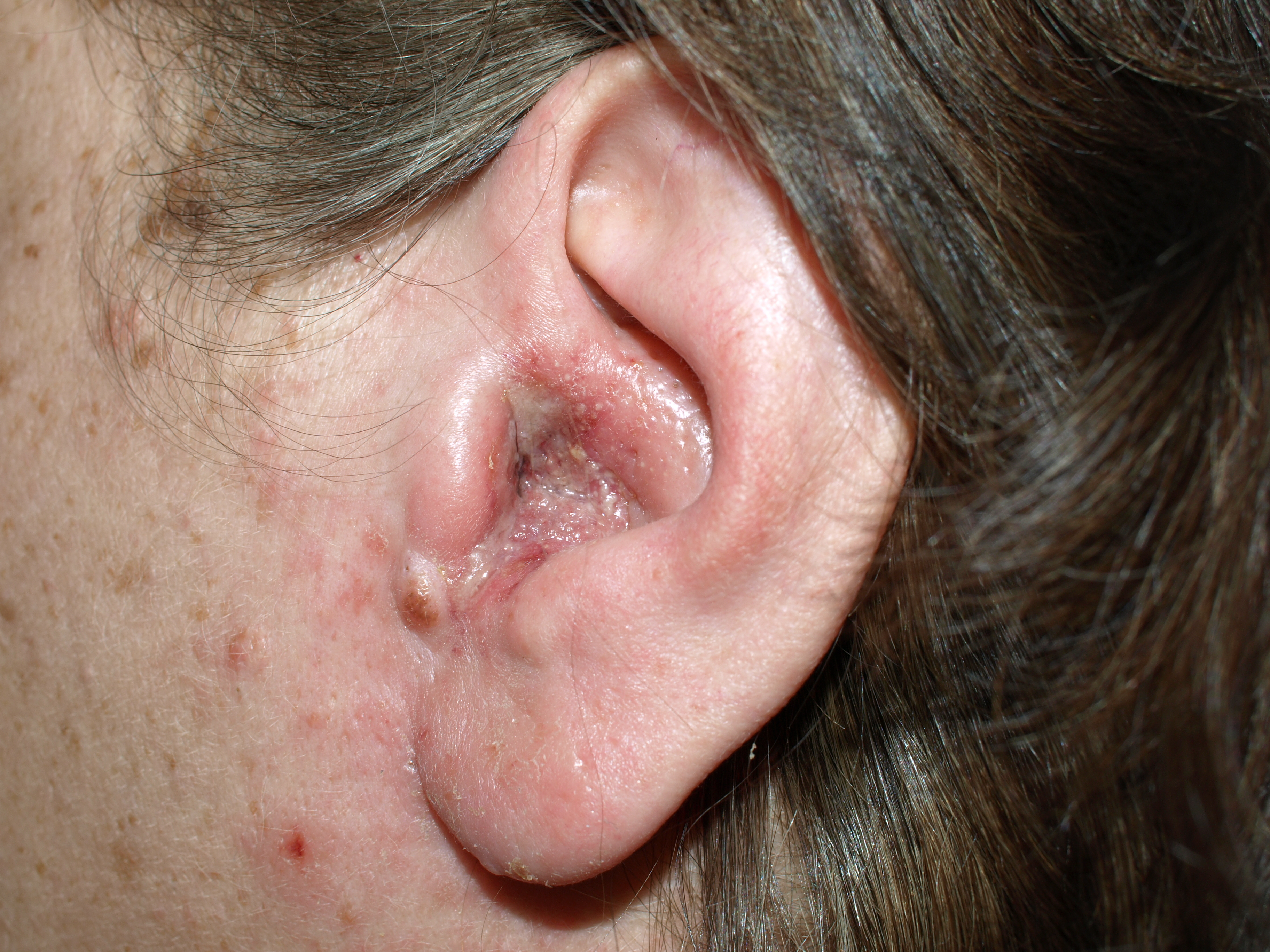
Imagem de uma Otite externa

É o tipo de inflamação que atinge o pavilhão auricular e o meato acústico externo (MAE). Pode acontecer de forma aguda ou se tornar crônica. Os sintomas mais frequentes são: prurido, dor e eritema, mas com a progressão da doença, outros problemas como edema, otorreia (secreção) e perda auditiva condutiva podem ser manifestados. 

## Otite média:
É o tipo de inflamação que atinge a orelha média, podendo afetar os ossículos (martelo, bigorna e estribo) e a membrana timpânica. A inflamação pode ser aguda ou se tornar crônica. Os tipos de otite média são:

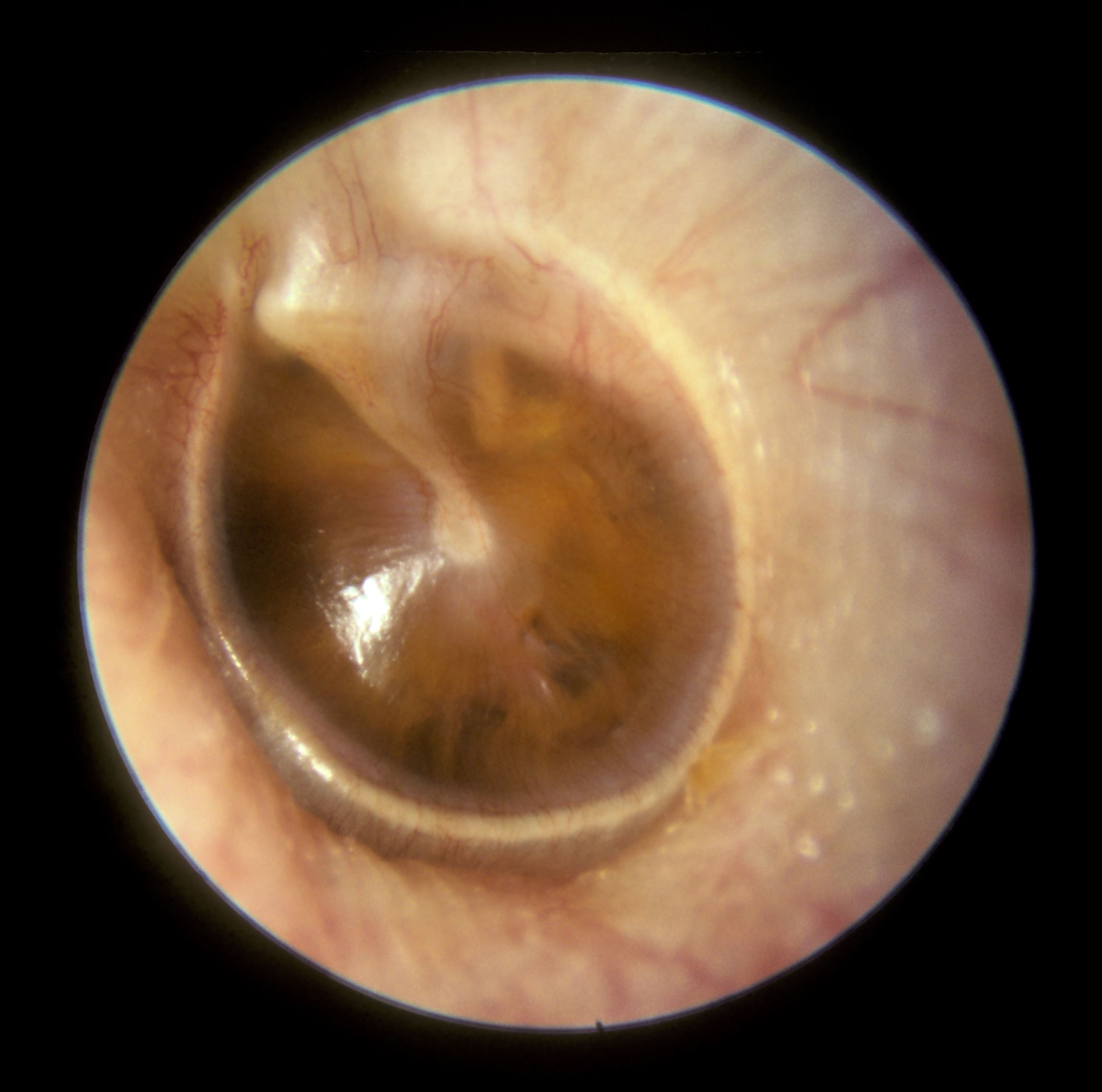
Imagem de Otite Média Serosa

- Imagem de Otite Média SerosaOtite média aguda: os sintomas incluem hiperemia, edema da mucosa da orelha média e com a evolução do quadro, pode haver secreção purulenta. O quadro de OMA dura um tempo limitado e tem recuperação da função da orelha média. [3]
- Otite média secretora: possui  líquido (seroso, seromucoso ou mucoso) na orelha média e é muito comum em crianças com menos de 6 anos, com possibilidade de interferência na aquisição e desenvolvimento da linguagem.[4]
- Otite média crônica supurativa não colesteatomosa: o principal sinal dessa alteração é a perfuração da membrana timpânica permanente. Os sintomas principais são: otorréia recorrente e hipoacusia, podendo estar acompanhada ou não de zumbido. [3]
- Otite média crônica colesteatomosa: tem a presença de colesteatoma (crescimento progressivo de pele), que pode obstruir a orelha média e causar inflamações crônicas. [3]

## Características audiológicas das otites (externa e média)
As otites médias e externas pode levar a perdas auditivas condutivas bilaterais, que podem ser de grau leve a moderado. Em casos crônicos e com maior gravidade, pode evoluir para uma perda mista (afetando também a orelha interna). No exame da logoaudiometria (audiometria da fala), os dados encontrados são normais. 